# Violent Allies
Violent Allies è il nono album in studio del gruppo musicale statunitense 10 Years, pubblicato nel 2020.

## Tracce
1. The Shift – 3:01
2. The Unknown – 3:01
3. Waiting – 3:39
4. Déjà Vu – 2:40
5. Without You – 3:30
6. Cut the Cord – 2:49
7. Planets III – 2:26
8. Sleep in the Fire – 3:09
9. I Wish – 3:31
10. Start Again – 2:58
11. Planets IV – 1:57
12. Say Goodbye – 4:10

## Formazione
- Jesse Hasek – voce
- Brian Vodinh – chitarra, basso, batteria, cori, tastiera, programmazioni
- Matt Wantland – chitarra